# 아내는 요술쟁이

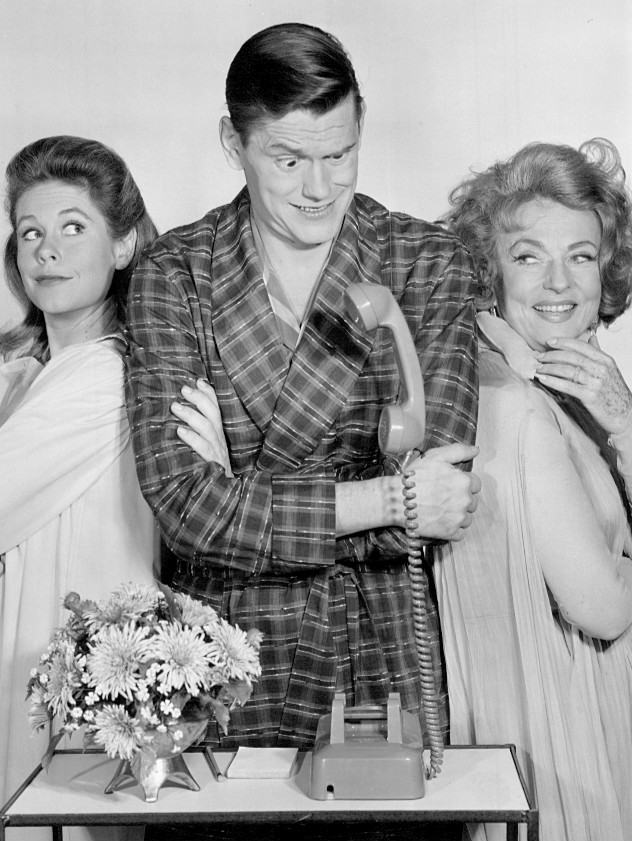

아내는 요술쟁이(Bewitched)는 1964년부터 1972년까지 ABC에서 방영된 미국의 시트콤이다. 엘리자베스 몽고메리, 딕 요크 (1964년에서 1969년까지 출연), 딕 사젠트 (1969년 ~ 1972년까지 출연), 아그네스 무어헤드 그리고 데이비드 화이트가 출연하였다.
극의 내용은 인간과 결혼하여 전형적인 변두리 지역에 사는 주부로 생활하려는 마녀의 이야기이다.

## 줄거리
젊게 보이는 마녀 사만다(Samantha)는 데린 스티븐스(Darrin Stephens)를 만나 결혼한다. 사만다가 마법을 사용하지 않고 전형적인 변두리 지역의 주부로 살기로 맹세했지만, 그녀의 친정에서는 부부의 결혼생활을 용납하지 않고 그들의 일에 수시로 끼어든다. 에피소드는 종종 데린이 마법에 피해를 당하여 그 영향이 다른 인간들, 즉 그의 상관이나 고객, 부모, 이웃등에게 영향을 미치는 것에서 시작되나 끝날 무렵에 데린과 사만다가 서로 이해하고 그들을 갈라놓으려는 요소들을 피해간다.
마녀들은 이름이 전부 아(-a)음으로 끝난다. ‘워록(warlock)’이라는 이름으로 알려진 마녀들의 남자 동반자들도 등장하는데, 마녀들과 워록들은 수명이 긴 것으로 나온다. 예를 들어 사만다가 20세로 등장하지만, 많은 에피소드에서 그녀의 실제 나이는 수백살은 되었을 것으로 암시한다. 사회적인 비밀을 지키기 위해, 마녀들은 마법을 쓰는 것을 인간에게 보이지 않는다. 그러나, 설명할 수 없는 마법 주문의 영향에 대한 난처함과 인간으로부터 초자연적인 기원을 숨기려는 사만다의 시도는 대부분의 에피소드에서 이야기로 전개가 된다. 마녀들과 워록들은 보통 마법 주문이 담긴 제스처를 사용하며, 가끔 말로 하는 마법 주문을 사용하기도 한다. 사만다는 코를 씰룩거리는 방법으로 주문을 외운다. 수수하지만 특별한 시각 효과들이 음악과 함께 동반되어 마법을 두드러지게 한다.

## 한국어 버전 KBC/투니버스
- 손숙/정유미/사만다 스티븐스(Samantha Stephens) : 데린 스티븐스의 부인. 금발의 귀여운 새댁이다. 데린과 사랑에 빠져 결혼했는데, 사실은 마녀이다. 앞으로 “마법을 쓰지 않겠다.”라고 데린과 약속을 하게 된다.
- 박재훈/김승준/데린 스티븐스(Darrin Stephens) : 사만다의 남편으로 광고회사에서 중역으로 있다. 애처가이지만, 마녀인 사만다와 결혼 후 하루도 편할날이 없다.
- 엔도라(Endora) : 사만다의 어머니. 자신의 딸이 하등 동물인 인간과 결혼한 것에 대해 못마땅해하며, 수시로 딸 부부의 집에 찾아와 말썽을 일으킨다. 사위인 데린과는 앙숙이다.
- 모리스(Maurice) : 사만다의 아버지. 냉혹한 마법사이다.
- 송도영/최명빈/타비타 스티븐스(Tabitha Stephens) : 사만다와 데린의 딸(첫째).
- 애덤 스티븐스(Adam Stephens) : 사만다와 데린의 아들(둘째).
- 아더 아저씨(Uncle Arthur) : 앤도라의 남동생. 대단한 장난꾸러기이다.
- 세리나(Serena) : 사만다의 사촌으로 서로 비슷하다.。
- 래리 테리트(Larry Tate) : 데린의 직장 상사.
- 루이스 테이트(Louise Tate) : 래리의 아내.

- 글래디스 크래비츠(Gladys Kravitz) : 옆집 아줌마. 수시로 옆집을 감시하고 있다. 사만다의 마법을 여러번 목격하여 이를 남편인 애브너에게 알리나 남편은 믿어주지를 않는다.
- 애브너 크래비츠(Abner Kravitz) : 옆집 아저씨. 글래디스의 남편이다.
- 클라라 아줌마(Aunt Clara) : 사만다와는 친척관계로 문손잡이를 수집하는 것이 취미다. 마법의 힘이 나이 탓으로 점점 줄어들고 있으며, 잘못된 마법으로 사만다와 데린을 궁지에 빠뜨리기도 한다. 그러나 인품이 자비롭기 때문에 사만다 부부와 친하다.
- 에스메랄다(Esmeralda) : 하녀 마녀이다. 재채기를 할 때 마법이 걸린다.
- 하가다 아줌마(Aunt Hagatha) :사만다의 이모이다.
- 봄배이 박사(Dr. Bombay) 마녀 전문 의사.
- 필리스 스티븐스(Phyllis Stephens) : 데린의 어머니.
- 프랭크 스티븐스(Frank Stephens) : 데린의 아버지.

## 파생 및 리메이크

### 타비타와 애덤, 그리고 광대 가족(Tabitha and Adam and the Clown Family)
1972년에 한나-바바라 프로덕션에 의해 제작된 만화로, 사만다 와 데린 부부의 자녀들인 타비타와 애덤이 10대가 되어 서커스와 함께 그들의 외가로 방문한다는 내용이다.

### 타비타(Tabitha)
1977년에, ABC에서 단편극인 타비타(Tabitha)가 방영되었다. 리사 하트만이 성인 타비타역을 맡았으며, 남동생인 애덤과 함께 TV방송국인 KXLA에서 일한다는 내용으로 구성되어 있다. 여기서 애덤은 어머니에게서 아무것도 물려받지 않은 것으로 나오며, 사만다와 데린은 등장하지 않는다.

### 영화 그녀는 요술쟁이
2005년에는 니콜 키드만과 윌 페럴 주연으로 영화가 제작되었다. 영어 제목은 Bewitched로 이 드라마와 제목이 같다. 이 드라마를 리메이크했다기 보다는 해체 구축하는 방법으로 이야기를 전개해 나갔다. 줄거리는 한물 간 헐리우드 배우인 잭 위아트(윌 페럴)가 리메이크를 하는 영화 "그녀는 요술쟁이(Bewitched)"에서 데린 역으로 캐스팅 되었는데, 그가 해야 할 일은 사만다 역을 맡을 완벽한 여배우를 찾는 것이었고 이 과정에서 진짜 마녀인 이사벨 비겔로우(니콜 키드만)를 찾게 되어 벌어지는 이야기이다. 이 영화는 혹평만 잔뜩 받고, 제작비에 밑도는 2천 2백만 달러라는 저조한 성적을 기록하였으나 전 세계적으로 6,800만 달러를 기록하였다. 뉴욕 타임즈는 이 영화를 “완전한 재앙(unmitigated disaster)”으로 혹평하였다.

### 다른 나라에서의 리메이크

#### 아르헨티나
2007년에 텔레페에 의해 헤치자다(Hechizada)라는 제목으로 리메이크 되었다. 이 작품은 아르헨티나식 문맥과 유머에 원래 대본을 적응 시키는 방법을 썼으며, 몇주 후 시청률 저조로 막을 내렸다.

#### 일본
2004년에 TBS에서 제작되었으며, 제목은 오쿠사마와 마조(奥さまは魔女, Bewitched in Tokyo)로, 11부작이었다. 2004년 1월 16일부터 3월 26일까지 금요일마다 방송했으며, 12월 21일에 특별판을 방영하기도 하였다. 주인공인 마쓰이 아리사(松井ありさ)는 요네쿠라 료코가 맡았다.

#### 인도
2002년에 소니 엔터테인먼트 텔레비전에서 “Meri Biwi Wonderful”이라는 제목으로 방영되었다.

#### 러시아
2009년에 TV3에서 “Моя любимая ведьма(My Favorite Witch)”라는 제목으로 방영되었다.

## 에피소드

### 해외 시장
대한민국에서는 동양방송을 통해 1975년 2월 2일부터 방영되었다.